# エルギニア
エルギニア (Elginia) は、古生代ペルム紀後期に生息した植物食爬虫類。爬虫綱・側爬虫亜綱・パレイアサウルス科。スコットランドなどより化石が発見される。

## 概要
体長60センチメートル程と比較的小柄。頭部には多数の骨質の刺、後頭部には2本の角を持っていた。パレイアサウルス類としては最後の属の一つで、ペルム紀の最末期まで生き延びた。

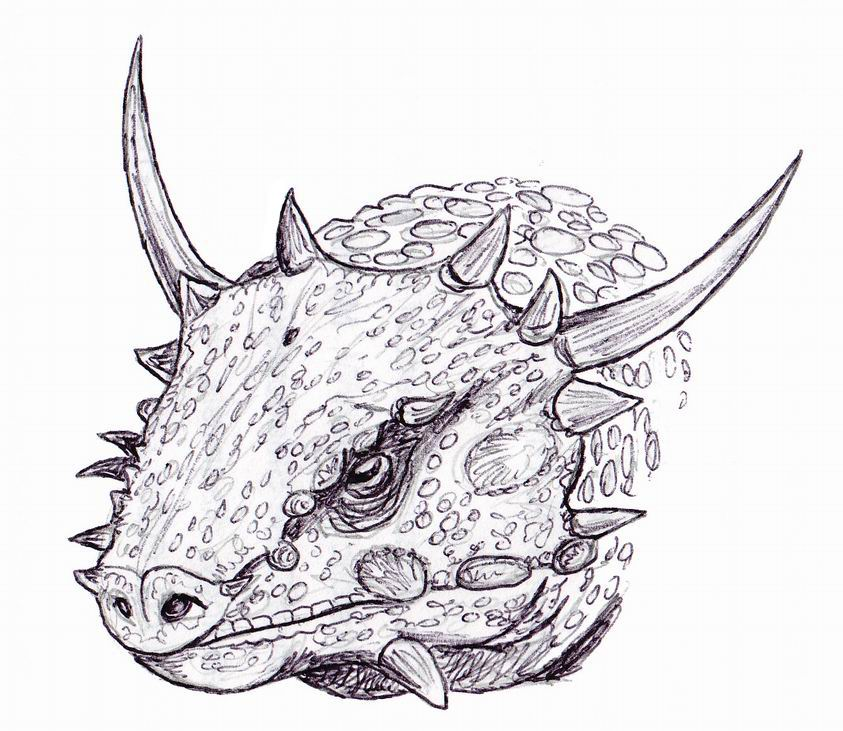
エルギニア頭部
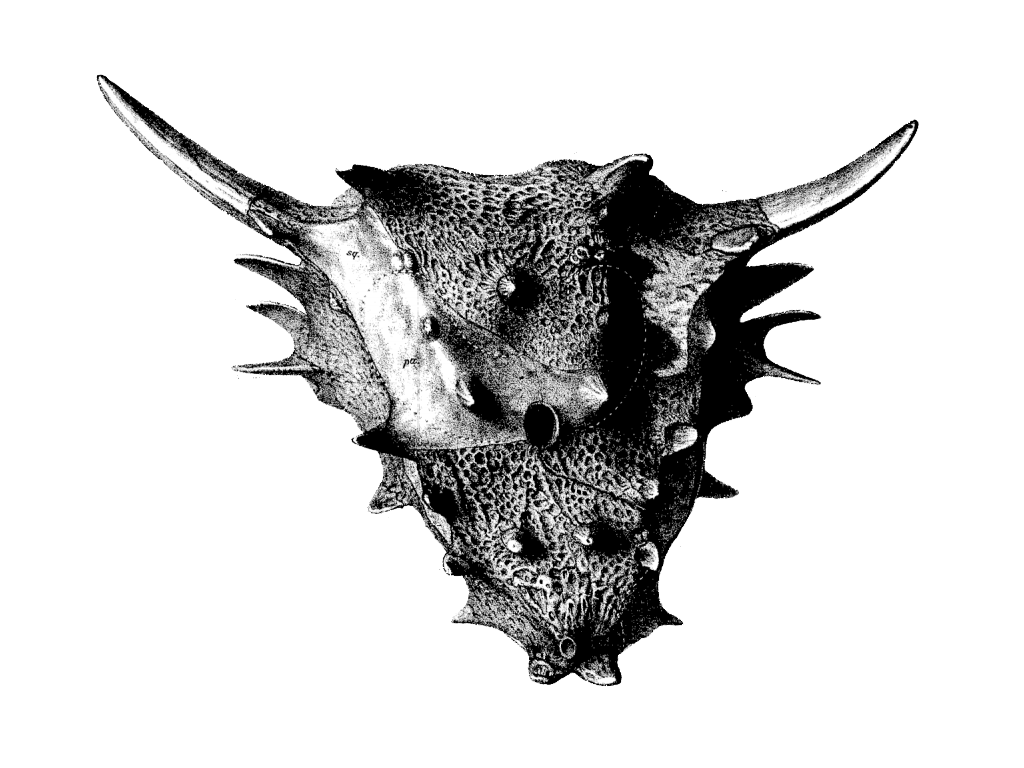
エルギニア頭部骨格